# Francesco Damiani
Francesco Damiani (Bagnacavallo, 4 ottobre 1958) è un ex pugile italiano, medaglia d'argento a Los Angeles 1984 e campione del mondo dei pesi massimi nella versione WBO, di cui detenne il titolo dal 6 maggio 1989 all'11 gennaio 1991.

## Carriera

### Dilettante
Si è laureato Campione italiano dei pesi massimi per tre anni consecutivi (1978-1979 e 1980). Grazie a questi risultati fu convocato a rappresentare l'Italia alle Olimpiadi di Mosca 1980. Superò il primo turno battendo il rumeno Teodor Pîrjol e poi fu costretto ad arrendersi al sovietico Pёtr Zaev che giungerà in finale con il cubano Teófilo Stevenson e vincerà la medaglia d'argento.
L'anno dopo si laureò Campione europeo a Tampere 1981, nella nuova categoria dei pesi supermassimi, battendo l'altro sovietico Vjačeslav Yakovlev. Ai Campionati mondiali di pugilato dilettanti 1982 di Monaco di Baviera riuscì a sconfiggere il grande Teófilo Stevenson. Venne poi battuto in finale dallo statunitense Tyrell Biggs e dovette accontentarsi della medaglia d'argento.
Nel 1983, a Varna, bissò il successo ai Campionati europei superando in finale il tedesco Ulli Kaden che non si presentò sul ring. In ottobre, a Roma, vinse la Coppa del Mondo nei supermassimi. Il 13 aprile 1984, in una tournée a Los Angeles, perse nuovamente ai punti da Tyrell Biggs.
Rappresentò l'Italia anche alle Olimpiadi di Los Angeles del 1984 nei supermassimi. Superò il tanzaniano Willie Isangura e il britannico Bobby Wells. Giunto in finale, fu ancora una volta battuto da Biggs con un verdetto contestatissimo dal pubblico americano e che portò Harry Carpenter, il commentatore della BBC ad affermareː «è la peggiore decisione che io abbia mai visto in tutti i miei anni di commentatore».

### Professionista
Damiani passò alla carriera professionistica nel 1985, nella scuderia Totip di Umberto Branchini. Dotato di buona tecnica individuale e grande incassatore, inanellò 14 vittorie consecutive (12 prima del limite) e venne incoronato Campione Internazionale dei massimi WBC, battendo a Lucca lo statunitense Eddie Gregg per knock-out tecnico al primo round.
Il 9 ottobre 1987 sfidò lo svedese Anders Eklund, alto circa due metri, per la cintura europea dei pesi massimi. Lo svedese lo mise in difficoltà nelle prime riprese aprendogli una ferita all’arcata sopraccigliare. Poi Damiani si riprese e nella sesta ripresa iniziò a pressare l'avversario e con una potente combinazione di colpi lo mise KO (una profonda ferita all'arcata sopraccigliare dello svedese poi sancì inevitabilmente la fine della contesa). Divenne così campione europeo dei pesi massimi. Fu il quinto italiano a riuscire nell'impresa dopo Erminio Spalla, Primo Carnera, Francesco Cavicchi e Lorenzo Zanon. Difese il titolo a Milan contro l'olandese John Emmen (kot al terzo round) e mettendo KO, a Sassari, il tedesco Manfred Jassmann. Nel frattempo si prese la rivincita su Tyrell Biggs, anche lui passato al professionismo, per Kot al quinto round, il 29 ottobre 1988, sul ring di Milano. Questo incontro venne presentato come una sorta di semi finale valida per un successivo confronto con Mike Tyson all'epoca campione assoluto della categoria tra l'altro già sfidato dallo stesso Biggs che venne da lui sconfitto. Il pugile americano intervistato a fine incontro fece gli auguri a Damiani per quella possibile opportunità iridata aggiungendo però di non confidare troppo in una sua vittoria.
Il 6 maggio 1989 fu designato per contendere al sudafricano Johnny du Plooy il titolo mondiale inaugurale della WBO. Sul ring di Siracusa batté per KO al terzo round il suo avversario laureandosi Campione del Mondo WBO dei pesi massimi. Per la massima classe di peso non accadeva a un pugile italiano dai tempi di Primo Carnera (1934).
Difese il titolo battendo a Cesena l'argentino Daniel Eduardo Neto per kot al secondo round. Questo incontro fu seguito da alcune considerazioni poco positive circa la scelta del sudamericano come sfidante appartenente alla categoria inferiore dei massimi leggeri e non ritenuto pugile all'altezza di poter disputare un incontro con in palio un titolo mondiale nella categoria regina. L'argentino tuttavia, dopo aver fatto ritorno nella sua categoria di peso naturale, batté ai punti il bergamasco Angelo Rottoli, che si ritirò subito dopo, guadagnandosi una nuova sfida per il titolo WBO dei massimi leggeri contro il detentore norvegese Magne Havna, già sfidante di Rottoli per la corona europea vinta dall'atleta lombardo, dal quale venne sconfitto. Lo perse ad Atlantic City, subendo la prima sconfitta in carriera per KO al nono round, dai pugni di Ray Mercer già campione olimpico a Seul 1988. Si trattò di un epilogo particolarmente sfortunato per il pugile italiano che era in vantaggio ai punti quando venne centrato da un colpo del rivale al naso che causò un travaso di sangue nella sua bocca di un'entità tale che non poté proseguire la contesa. Fu poi scelto per affrontare nel 1991 Evander Holyfield per il campionato unificato dei pesi massimi, ma un infortunio alla caviglia gli impedì di salire sul ring.
Si ritirò nel 1993, dopo una nuova sconfitta contro Oliver McCall con all'attivo 30 vittorie e due sconfitte. Ha vinto 24 volte prima del limite, con l'ottima percentuale del 75 per cento sul totale dei match sostenuti. Ciononostante la sua carriera agonistica si chiuse senza particolari sussulti tranne una vittoria sull'ex campione del mondo Greg Page. Nonostante si fosse parlato spesso di un possibile confronto tra Damiani e Tyson, specie dopo la conquista del titolo WBO da parte del romagnolo che di fatto toglieva uno spicchio di dominio nella categoria all'americano, questa non si concretizzò mai. Intervistato su questa ipotetica sfida Damiani non assunse atteggiamenti spavaldi ma sostenne comunque di sentirsi nella condizione di poter mettere in difficoltà il campione statunitense più di altri.
Con Primo Carnera è tuttora l'unico italiano a essersi fregiato del titolo di campione del mondo dei pesi massimi, anche se il titolo del friulano era riconosciuto in maniera indiscussa e quello di Damiani da una federazione minore e appena costituita (la WBO).

### Allenatore
Damiani è stato allenatore dei pugili italiani alle Olimpiadi di Pechino dove questi hanno conquistato una medaglia d'oro con Roberto Cammarelle nella categoria +91 kg (pesi supermassimi), una d'argento con Clemente Russo nella categoria 91 kg (pesi massimi) e una di bronzo con Vincenzo Picardi cat. 51 kg (pesi mosca).
Mantenne l'incarico anche alle Olimpiadi di Londra 2012 dove i suoi pugili hanno conquistato altre tre medaglie: argento per Roberto Cammarelle (supermassimi) e Clemente Russo (massimi), bronzo per Vincenzo Mangiacapre (superleggeri). Gli fu confermato l'incarico anche per i giochi di Rio 2016 dove il solo Clemente Russo riuscì a raggiungere i quarti di finale. Attualmente allena le giovanili della nazionale italiana.

## Risultati Olimpici

### Mosca 1980
- Batte Teodor Pîrjol ( Romania) 4-1
- Sconfitto da Pёtr Zaev ( Unione Sovietica) 0-5

### Los Angeles 1984
- Primo turno: bye
- Batte Willie Isangura ( Tanzania) Kot 2
- Batte Bobby Wells ( Regno Unito) Kot 3
- Sconfitto da Tyrell Biggs ( Stati Uniti) 1-4

## Risultati nel pugilato

### Professionisti
| N. | Risultato | Record | Avversario            | Tipo | Round, tempo | Data              | Località                                                 | Note                                                    |
| -- | --------- | ------ | --------------------- | ---- | ------------ | ----------------- | -------------------------------------------------------- | ------------------------------------------------------- |
| 32 | Sconfitta | 30–2   | Oliver McCall         | TKO  | 8 (10), 1:09 | 23 aprile 1993    | The Pyramid, Memphis (Tennessee), US                     |                                                         |
| 31 | Vittoria  | 30–1   | Greg Page             | UD   | 10           | 12 settembre 1992 | Thomas & Mack Center, Paradise, Nevada, US               |                                                         |
| 30 | Vittoria  | 29–1   | Michael Greer         | KO   | 1 (10), 3:00 | 22 aprile 1992    | Brendan Byrne Arena, East Rutherford, New Jersey, US     |                                                         |
| 29 | Vittoria  | 28–1   | Frankie Swindell      | PTS  | 8            | 7 marzo 1992      | Fano, Italia                                             |                                                         |
| 28 | Sconfitta | 27–1   | Ray Mercer            | KO   | 9 (12), 2:47 | 11 gennaio 1991   | Etess Arena, Atlantic City, New Jersey, US               | Perde titolo WBO dei pesi massimi                       |
| 27 | Vittoria  | 27–0   | Everett Martin        | KO   | 2            | 20 ottobre 1990   | Carisport, Cesena, Italia                                |                                                         |
| 26 | Vittoria  | 26–0   | Tony Morrison         | KO   | 3 (10)       | 2 giugno 1990     | Godiasco, Italia                                         |                                                         |
| 25 | Vittoria  | 25–0   | Daniel Eduardo Neto   | TKO  | 2 (12)       | 16 dicembre 1989  | Carisport, Cesena, Italia                                | Difende titolo WBO dei pesi massimi                     |
| 24 | Vittoria  | 24–0   | Johnny du Plooy       | KO   | 3 (12), 1:48 | 6 maggio 1989     | Stadio Nicola De Simone, Siracusa, Italia                | Vince titolo WBO dei pesi massimi                       |
| 23 | Vittoria  | 23–0   | Manfred Jassmann      | KO   | 3 (12)       | 17 dicembre 1988  | Sassari, Italia                                          | Difende titolo europeo dei pesi massimi                 |
| 22 | Vittoria  | 22–0   | Tyrell Biggs          | TKO  | 5 (10), 1:06 | 29 ottobre 1988   | Palatrussardi, Milano, Italia                            |                                                         |
| 21 | Vittoria  | 21–0   | John Emmen            | TKO  | 3 (12)       | 22 aprile 1988    | Palatrussardi, Milano, Italia                            | Difende titolo europeo dei pesi massimi                 |
| 20 | Vittoria  | 20–0   | Dorcey Gaymon         | TKO  | 4 (10)       | 22 gennaio 1988   | Convention Hall, Atlantic City, New Jersey, US           |                                                         |
| 19 | Vittoria  | 19–0   | Anders Eklund         | KO   | 6 (12), 2:40 | 9 ottobre 1987    | Aosta, Italia                                            | Vince titolo europeo dei pesi massimi                   |
| 18 | Vittoria  | 18–0   | Eddie Richardson      | PTS  | 10           | 11 luglio 1987    | Corsico, Italia                                          |                                                         |
| 17 | Vittoria  | 17–0   | James Broad           | UD   | 10           | 11 aprile 1987    | PalaDozza, Bologna, Italia                               |                                                         |
| 16 | Vittoria  | 16–0   | Eddie Gregg           | TKO  | 1 (12)       | 14 febbraio 1987  | Lucca, Italia                                            | Vince titolo vacante WBC International dei pesi massimi |
| 15 | Vittoria  | 15–0   | Rodney Smith          | TKO  | 2            | 19 dicembre 1986  | Ancona, Italia                                           |                                                         |
| 14 | Vittoria  | 14–0   | Kevin P Porter        | TKO  | 5            | 14 novembre 1986  | San Giuseppe Vesuviano, Italia                           |                                                         |
| 13 | Vittoria  | 13–0   | Rocky Sekorski        | PTS  | 10           | 19 settembre 1986 | Lerici, Italia                                           |                                                         |
| 12 | Vittoria  | 12–0   | Donnie Long           | KO   | 2            | 4 luglio 1986     | Porlezza, Italia                                         |                                                         |
| 11 | Vittoria  | 11–0   | Danny Sutton          | TKO  | 7            | 30 maggio 1986    | Abano Terme, Italia                                      |                                                         |
| 10 | Vittoria  | 10–0   | Mike Perkins          | TKO  | 5 (8)        | 2 aprile 1986     | Ice World, Totowa, New Jersey, US                        |                                                         |
| 9  | Vittoria  | 9–0    | Tom Trimm             | KO   | 2            | 14 febbraio 1986  | Milano, Italia                                           |                                                         |
| 8  | Vittoria  | 8–0    | Bobby Crabtree        | TKO  | 6            | 31 gennaio 1986   | Abbiategrasso, Italia                                    |                                                         |
| 7  | Vittoria  | 7–0    | Felipe Rodriguez      | TKO  | 5            | 28 settembre 1985 | Sassari, Italia                                          |                                                         |
| 6  | Vittoria  | 6–0    | Rick Kellar           | TKO  | 1 (6), 1:26  | 13 luglio 1985    | Atlantis Hotel and Casino, Atlantic City, New Jersey, US |                                                         |
| 5  | Vittoria  | 5–0    | Walter Santemore      | PTS  | 6            | 29 giugno 1985    | Bellaria, Italia                                         |                                                         |
| 4  | Vittoria  | 4–0    | Larry Roberson        | TKO  | 1, 2:47      | 17 maggio 1985    | Caesars Tahoe, Stateline, Nevada, US                     |                                                         |
| 3  | Vittoria  | 3–0    | Dragomir Milo Popovic | TKO  | 6            | 20 aprile 1985    | Ceriale, Italia                                          |                                                         |
| 2  | Vittoria  | 2–0    | George Butzbach       | TKO  | 2            | 8 marzo 1985      | Modena, Italia                                           |                                                         |
| 1  | Vittoria  | 1–0    | Allou Gobe            | TKO  | 3            | 5 gennaio 1985    | PalaEvangelisti, Perugia, Italia                         |                                                         |